# Tomàs Sanmartín i Ramon
Tomàs Sanmartín i Ramon (Peralada, 10 d'agost del 1897 – Barcelona, 6 d'abril del 1977) va ser instrumentista de trombó i compositor.

## Biografia
Es formà musicalment amb els monjos Manuel Guzman i Anselm Ferrer com a escolà a Montserrat (1906-1913), primer, i a l'Escola Municipal de Música de Barcelona amb els mestres Quintàs (piano), Millet i Morera (composició i harmonia). Pianista de mèrit, Sanmartí tocà en sales i teatres, i s'estigué en el "Circo Barcelonés" una quinzena d'anys. Del 1945 al 1953 va tocar en la Cobla Barcelona, el trombó en la formació de cobla i la viola en la d'orquestra. També va ser un destacat intèrpret d'orgue i violí.
Compongué música diversa, com ballables, sarsueles i revistes, una desena de sardanes i el poema simfònic per a cobla Redempció. Sembla que ocasionalment signà amb el pseudònim Riosa.

## Obres
- Al rojo vivo: boogie (ca 1951), per a orquestrina
- ¡Ay chinita! corrido, enregistrada per Manuel Gozalbo, Elio Llorens i el "Trío Mejicano" en disc de "pedra" de 78 r.p.m. (Barcelona: Garmófono Odeón, 1942)
- Bajo la luna: fox-trot (1941), per a orquestrina
- Barcelona, eres bonita, tanguillo-mambo (1964), per a orquestrina
- Carnavalito español (1962), per a orquestrina
- De Don José: merecumbe (1962), lletra de Santos i A. Perera, per a orquestrina
- Esbozo español, pasodoble (1948)
- Golondrina mensajera, vals, lletra de J. Morales i A. Olmedilla. Enregistrada per Lolita Sevilla en disc de 45 r.p.m. (Madrid: RCA, 1958) i per Pablo del Río i l'Orquesta Montilla (Madrid: Hispavox, 1959)
- Háblame por cariá: cha-cha-cha (1964), lletra de Ruiz de Padilla i Luis Lisart, per a orquestrina
- Idilio español, conjuntament amb Federico Villaplana Serra i Antonio Capel Aguilera. Enregistrada pel "Trio Camagüey" en disc de "pedra" de 78 r.p.m. (Barcelona: Garmófono Odeón, 1944)
- Linda Mallorca, bolero (1965), amb lletra de José Ponce, per a orquestrina
- Mantoncillo de claveles: schotisch (ca 1930)
- Morería (1964), lletra de Ruiz de Padilla i Luis Lisart, per a orquestrina
- No sé porqué te quiero, bossa nova (1964), en col·laboració amb R.Padilla, Luis Lisart i S.Obiol (Antoni Carcellé). Per a orquestrina
- Osus que tío (1966), lletra d'H.Francis
- Perfumes, fox trot blues (ca 1930)
- La polilla, tanguillo (1963), lletra de Ruiz de Padilla i Clemente
- Primavera del cariño, canción vals (1964), lletra de clemente i Ruiz de Padilla
- La rendición de Granada: pasodoble (1962), amb lletra de Gonzalo Atrio, per a orquestrina
- Rock and roll gitano (1962), per a orquestrina
- Seré yo!, fox blues (1935), per a orquestrina
- Sígueme mintiendo, bolero mambo (1951)
- Tus ojos verdes (1964), lletra de Ruiz de Padilla i Joan Caixàs
- Vamos para el fútbol, guaracha flamenca (1961), lletra de José Arroyo
- La vida, vals coreable (1952)
- El vendedor, corrido humorístico

### Per a cobla
- Al mestre Peracaula (1947), sardana dedicada a Leandre Peracaula. Enregistrada per la Cobla Barcelona, amb Josep Coll de tenora (Sant Sebastià: Columbia, 1947? ref. A 5185)
- El cant de les sirenes (1921), sardana premiada a Girona. Enregistrada per la Cobla Barcelona, amb Josep Coll de tenora (Sant Sebastià: Columbia, 1947? ref. V 9477)
- Espigues d'or (1949), sardana
- Fadrineta, sardana
- Francesc Macià: Himne a l'Avi (1932) amb lletra de Francesc Fontrodona
- Joiosa (1947), sardana
- Matí de festa, sardana
- Pirinenca (1916), primera sardana, premiada en el "I Concurs de Sardanes de Girona"
- Redempció (1925), poema musical per a cobla, basat en una llegenda olotina
- Selvatana, sardana
- Tot floreix (1947), sardana[3]